# 張湯
張 湯（ちょう とう、? - 紀元前116年）は、前漢の人。京兆尹杜陵県（現在の陝西省西安市雁塔区曲江街道三兆村の北西）の人。酷吏として有名な人物。張賀・張安世の父である。

## 略歴
父は長安県丞であったが、ある時、幼少の張湯が留守番をしていた際、鼠に肉を食われていたため、父は怒って張湯を笞打った。張湯は鼠を燻し出して鼠と盗られた肉の残りを見つけ、鼠を容疑者として告発し、取り調べ、罪を決める文書を作り、鼠を磔にした。その文書は老練な獄吏が書いたようであったので父は驚き、張湯に獄の文書を書かせるようになった。
父の死後、張湯は長安の吏となった。周陽侯はかつて獄に繋がれたが、張湯は彼に誠心誠意仕えた。周陽侯が獄を出ると張湯と親交を持ち、そこから貴人に知られるようになった。張湯は内史寧成の掾となり、寧成は張湯を優秀であるとして丞相府に推薦したため、茂陵の尉に選ばれ、皇帝陵造営に携わった。
武安侯田蚡が丞相の時、張湯を丞相史に徴用し、侍御史に推薦した。そこで陳皇后の巫蠱について徹底的に取り調べたため、武帝は彼を有能と思い、太中大夫に昇進させた。趙禹と共に律令の制定に取り組み、法治の徹底に努めた。元朔3年（紀元前126年）に張湯は廷尉となり、その後少府となった趙禹とは親交を持ち、張湯は趙禹を兄として仕えた。
張湯は知恵をめぐらせて人を統御することに長けた。身分の低い吏であったころには長安の豪商の田甲、魚翁叔のような者と付き合いがあり、九卿の廷尉になると天下の名士と交流した。内心では合わないところがあったとしても、表向きは交流を持った。そのころの配下に王温舒がいた。
当時、武帝は儒学を重んじていたので、書経や春秋を学んだ者を廷尉史にし、議論のある案件を決めさせた。案件を上奏する際には前もって原因を書き出したものを作り、武帝が正しいと決めたことについてはそれを前例として律令に追加して武帝を称揚した。もし武帝から譴責を受ければ、部下は武帝の考え通りだったのだが自分が却下したのだと言い、罪を許された。その後、部下の作ったものだと言って武帝の考え通りの上奏をした。取り調べの際には、武帝が処罰したい相手であれば厳しい吏を付け、武帝が許そうと思っている相手であれば寛容な吏を付けるようにした。豪族の取り調べでは律令を駆使して適用し、弱い民の取り調べの時には「律令では罪に当たりますが、皇帝陛下のお裁き次第です」と言い、往々にして許された。また賓客や友人、大臣たちに身を低くして交流し、張湯は酷吏ではあったが名声を博し、儒者を用いた事を丞相公孫弘がしばしば賛美した。
淮南王劉安らの謀反の獄を徹底追及し、武帝は連座した荘助や伍被を許そうと思ったが、張湯は反対し、処刑された。元狩2年（紀元前121年）に李蔡の後任の御史大夫に昇進した。
当時、匈奴を攻め、山東では洪水や日照りがあり、貧民は流民化し、国家財政は悪化していた。張湯は武帝の意を受けて白金や五銖銭鋳造・塩鉄専売化・豪商の排斥・告緡令などを進言した。張湯が上奏して国政について語ると、武帝は飲食を忘れて没頭するほどであり、丞相は地位にあるばかりで天下の事は張湯により決定されるようになった。張湯により建言された政策は天下に混乱を招き、大臣から庶民に至るまで張湯を指弾したが、一方で武帝は病気になった張湯を自ら見舞うほどの寵愛ぶりであった。
しかし元鼎2年（紀元前116年）、張湯に遺恨があった趙王劉彭祖、丞相荘青翟・丞相長史朱買臣・咸宣などにより悪事を調べられて弾劾された。張湯は認めなかったが、親交のあった趙禹が自殺を勧めたため、張湯は「自分を陥れたのは朱買臣らである」と遺書を書いて自殺した。
自殺後、家にあった財産は下賜された金500斤ばかりであった。家族が張湯を厚く葬ろうとすると、母が「湯は大臣でありながら悪評を被って死んだのだから、厚く葬る必要などありません」と言い、薄葬した。武帝はそれを聞くと、「この母でなけれはあの子供は生まれない」と言った。その後、朱買臣らは誅殺され、荘青翟も下獄して自殺した。
武帝は張湯を惜しみ、子の張安世を取り立てた。
子に張賀・張卬・張安世がいる。張賀は武帝の皇太子劉拠に仕えたが劉拠の反乱に連座して宦官となり、のちの宣帝を養育する功績をあげた。張安世は昭帝・宣帝の時代に重臣となり、彼の子孫は大いに栄えた。